# Schilddrüsenfunktionstest
Als Schilddrüsenfunktionstest werden Laborverfahren zur Überprüfung der Schilddrüsenfunktion bezeichnet.
Schilddrüsenfunktionstests werden bei Verdacht auf eine Hyperthyreose (Schilddrüsenüberfunktion) oder Hypothyreose (Schilddrüsenunterfunktion) oder zur Therapiesteuerung einer Substitution mit Schilddrüsenhormonen durchgeführt. Auch in Situationen, die mit einer Schilddrüsenerkrankung einhergehen können, wie Vorhofflimmern oder Angststörungen, können sie nützliche Informationen beitragen.
Übliche Schilddrüsenfunktionstests umfassen Bestimmungen des TSH-Spiegels und/oder peripherer Schilddrüsenhormone wie Thyroxin (T4) und Triiodthyronin (T3) aus dem Blutserum.

## Schilddrüsenhormone

### Thyreotropin
Der Thyreotropin-(TSH-)Spiegel ist im Falle einer primären Hypothyreose erhöht und erniedrigt im Falle einer primären Hyperthyreose.
Referenzbereiche:
| Patientengruppe                               | Untergrenze        | Obergrenze         | Maßeinheit        |
| Erwachsene - Referenzbereich                  | 0,3, 0,4, 0,5, 0,6 | 3,0, 4,0, 4,5, 6,0 | mIU/l oder μIU/ml |
| Erwachsene - Referenzbereich (Optimalbereich) | 0,3, 0,5           | 2,0, 3,0           | mIU/l oder μIU/ml |
| Kinder                                        | 1,3                | 19                 | mIU/l oder μIU/ml |

### Gesamt-Thyroxin
Gesamt-Thyroxin (Gesamt-T4) ist im Allgemeinen erhöht im Falle einer Hyperthyreose und erniedrigt bei einer Hypothyreose. Aufgrund erhöhter TBG-Spiegel ist er üblicherweise in der Schwangerschaft leicht erhöht.
Referenzbereiche:
| Untergrenze | Obergrenze | Maßeinheit |
| 4, 5,5      | 11, 12,3   | μg/dL      |
| 60          | 140, 160   | nmol/l     |

### Freies Thyroxin
Freies Thyroxin (Freies T4) ist in der Regel erhöht bei einer Hyperthyreose und erniedrigt im Falle einer Hypothyreose.
Referenzbereiche:
| Patientengruppe                | Untergrenze | Obergrenze    | Maßeinheit |
| Normale Erwachsene             | 0,7, 0,8    | 1,4, 1,5, 1,8 | ng/dL      |
| Normale Erwachsene             | 9, 10, 12   | 18, 23        | pmol/l     |
| Kinder 0–3 T                   | 2,0         | 5,0           | ng/dL      |
| Kinder 0–3 T                   | 26          | 65            | pmol/l     |
| Kinder 3–30 T                  | 0,9         | 2,2           | ng/dL      |
| Kinder 3–30 T                  | 12          | 30            | pmol/l     |
| Kinder/Jugendliche 31 T – 18 J | 0,8         | 2,0           | ng/dL      |
| Kinder/Jugendliche 31 T – 18 J | 10          | 26            | pmol/l     |
| Schwangere                     | 0,5         | 1,0           | ng/dL      |
| Schwangere                     | 6,5         | 13            | pmol/l     |

### Gesamt-Triiodthyronin
Gesamt-Triiodthyronin (Gesamt-T3) ist im Allgemeinen erhöht im Falle einer Hyperthyreose und erniedrigt bei einer Hypothyreose.
Referenzbereiche:
| Test                  | Untergrenze | Obergrenze | Maßeinheit |
| Gesamt-Triiodthyronin | 60, 75      | 175, 181   | ng/dL      |
| Gesamt-Triiodthyronin | 0,9, 1,1    | 2,5, 2,7   | nmol/l     |

### Freies Triiodthyronin
Freies Triiodthyronin (Freies T3) ist im Allgemeinen erhöht bei einer Hyperthyreose und erniedrigt im Falle einer Hypothyreose.
Referenzbereiche:
| Patientengruppe    | Untergrenze | Obergrenze | Maßeinheit |
| Normale Erwachsene | 0,2         | 0,5        | ng/dL      |
| Normale Erwachsene | 3,1         | 7,7        | pmol/l     |
| Kinder 2–16 y      | 0,1         | 0,6        | ng/dL      |
| Kinder 2–16 y      | 1,5         | 9,2        | pmol/l     |

### Übersicht
| Funktionslage / Erkrankung                                        | TSH                          | T3                           | T4                           | Anmerkung                        |
| ----------------------------------------------------------------- | ---------------------------- | ---------------------------- | ---------------------------- | -------------------------------- |
| manifeste Hyperthyreose                                           | meist < 0,1 mU/l             | n oder ↑                     | n oder ↑                     | T3 und/oder T4 ↑                 |
| latente Hyperthyreose                                             | ↓                            | n                            | n                            |                                  |
| Euthyreose                                                        | n                            | n                            | n                            |                                  |
| latente Hypothyreose                                              | ↑                            | n                            | n                            |                                  |
| manifeste Hypothyreose                                            | meist > 10 mU/l              | n oder ↓                     | n oder ↓                     | T3 und/oder T4 ↓                 |
| sekundäre Hypothyreose meist Hypophyseninsuffizienz               | n oder ↓                     | ↓                            | ↓                            | selten                           |
| sekundäre Hyperthyreose meist TSH-produzierendes Hypophysenadenom | n oder ↑                     | ↑                            | ↑                            | selten                           |
| periphere Schilddrüsenhormonresistenz                             | verschiedene Konstellationen | verschiedene Konstellationen | verschiedene Konstellationen | selten                           |
| ausgeprägter Jodmangel                                            | n                            | ↑                            | ↓                            | keine thyreostatische Behandlung |
| n: normal – ↑: erhöht – ↓: erniedrigt                             |                              |                              |                              |                                  |

Berechnete Indizes freier Hormonspiegel
- Freier T4-index (FT4I)
- Freier T3-index (FT3I)

## Transportproteine
Ein Anstieg des Spiegels von Thyroxinbindendem Globulin (TBG) erhöht die Spiegel an Gesamt-Thyroxin und Gesamt-Triiodthyronin, ohne dass die Produktion an Schilddrüsenhormonen wirklich angestiegen wäre. Der Referenzbereich beträgt 12–30 mg/l.
Für Thyreoglobulin beträgt der Referenzbereich 1,5–30 pmol/l bzw. 1–20 μg/l.
Andere Bindungsproteine sind Transthyretin (Thyroxinbindendes Präalbumin) und Albumin.

## Diagnostik der Proteinbindungsfunktion

### Schilddrüsenhormon-Uptake
Der Schilddrüsenhormon-Uptake (T4-uptake oder T3-uptake) ist ein Maß für das ungebundene (also nicht mit Schilddrüsenhormonen gesättigte) Thyroxinbindende Globulin im Blutplasma. Das ungesättigte TBG steigt bei erniedrigten Schilddrüsenhormonspiegeln an. Trotz des Namens T3-uptake ist es nicht vom T3-Spiegel abgeleitet.
Referenzbereiche:
| Patientengruppe        | Untergrenze | Obergrenze | Maßeinheit |
| Frauen                 | 25          | 35         | %          |
| In der Schwangerschaft | 15          | 25         | %          |
| Männer                 | 25          | 35         | %          |

### Andere Bindungstests
- Schilddrüsenhormonbindungsquotient (Thyroid hormone binding ratio, THBR)
- Thyroxin-Bindungsindex (TBI)

## Gemischte Parameter

### Freier T4-index
Der freie Thyroxin-Index (FTI oder T7) resultiert aus der Multiplikation des Gesamt-T4-Spiegels mit dem T3-Uptake. Der FTI wird bei Störungen der Plasmaproteinbindung von Iodothyroninen als relativ zuverlässig angesehen.
Der FTI ist erhöht im Falle einer Hyperthyreose und erniedrigt bei einer Hypothyreose.
Referenzbereiche:
| Patientengruppe | Untergrenze | Obergrenze | Maßeinheit |
| Frauen          | 1,8         | 5,0        |            |
| Männer          | 1,3         | 4,2        |            |

## Strukturparameter
Bei speziellen Fragestellungen, z. B. für die Diagnostik des Euthyroid-Sick-Syndroms oder sekundärer Hypothyreosen liefern berechnete Strukturparameter, die konstante Eigenschaften der Schilddrüsenhomöostase beschreiben, nützliche Zusatzinformationen.
Die Sekretionsleistung der Schilddrüse (GT, auch als SPINA-GT bezeichnet) definiert die maximale stimulierte Menge an Thyroxin, welche die Schilddrüse in einer Sekunde ausschütten kann. GT ist erhöht im Falle einer Hyperthyreose und reduziert bei einer Hypothyreose. Ihr Referenzbereich beträgt 1,41–8,67 pmol/s.
Die Summenaktivität peripherer Deiodasen (GD, auch SPINA-GD) korreliert mit dem TSH-Spiegel. Sie ist reduziert im Falle eines Non-Thyroidal-Illness-Syndroms mit Hypodeiodierung. Ihr Referenzbereich beträgt 20–40 nmol/s.
Mit Hilfe des von Jostel eingeführten TSH-Index (TSHI) und des darauf basierenden standardisierten TSH-Index (sTSHI) kann die thyreotrope Funktion des Hypophysenvorderlappens quantitativ abgeschätzt werden. Der Referenzbereich für den TSH-Index liegt bei 1,3–4,1.
Der Thyrotroph Thyroid Hormone Sensitivity Index (TTSI, auch: Thyrotroph T4 Resistance Index oder TT4RI) wurde für die Screening-Diagnostik auf eine Schilddrüsenhormonresistenz entwickelt. Er wird wie der TSH-Index aus Gleichgewichtsspiegeln für TSH und FT4 errechnet. Der Referenzbereich liegt bei ca. 100 bis 150.
Bei Hunden und Katzen gibt der K-FT4-Index (auch als K-Wert bezeichnet) nach Larsson die Wahrscheinlichkeit für eine Hypothyreose an. Er wird mit K = 0,7 * FT4 (pmol/l) - Cholesterin (mmol/l) berechnet. Bei einem K-Wert über 1 ist eine Hypothyreose ausgeschlossen, bei einem Wert unter −4 ist sie wahrscheinlich, dazwischen liegt ein Graubereich. Mit modernen Assays ist die Berechnung des K-Wertes möglicherweise entbehrlich.